# Poduchowne (województwo mazowieckie)
Poduchowne – osada w Polsce położona w województwie mazowieckim, w powiecie zwoleńskim, w gminie Kazanów.
W latach 1975–1998 miejscowość administracyjnie należała do województwa radomskiego.